# Xou da Xuxa 3
Xou da Xuxa 3 é o quarto álbum de estúdio da artista musical e apresentadora brasileira Xuxa, lançado em 11 de julho de 1988, pela gravadora Som Livre. Antes do lançamento do projeto, ela já havia consolidado uma carreira de sucesso na televisão e na música. Seu programa Xou da Xuxa, iniciado em 1986 na TV Globo, tornou-se um fenômeno entre o público infantil, e seus álbuns anteriores, Xou da Xuxa (1986) e Xegundo Xou da Xuxa (1987), venderam milhões de cópias, preparando o terreno para Xou da Xuxa 3.
O processo de produção do álbum envolveu uma rigorosa seleção de músicas, com 13 faixas escolhidas. A gravação ocorreu ao longo de 30 dias, com Xuxa demonstrando grande dedicação ao projeto. As músicas foram testadas com crianças em escolas públicas do Rio de Janeiro, cujas reações influenciaram a seleção final. O álbum foi amplamente promovido na televisão, especialmente no programa Xou da Xuxa, e incluiu sucessos como "Ilariê", "Brincar de Índio", "Arco-Íris", "Abecedário da Xuxa" e "Dança da Xuxa". "Ilariê" destacou-se como a música mais tocada nas rádios brasileiras em 1988, alcançando também sucesso internacional.
Com um expressivo desempenho comercial, com vendas estimadas entre 4 e 5 milhões de cópias, Xou da Xuxa 3 liderou a parada de vendas de álbuns no Brasil. Com esse êxiito, tornou-se — não apenas o álbum de uma artista feminina brasileira mais adquirido da história —, mas também o mais comprados de todos os tempos no território. Foi reconhecido pelo Guinness World Records como o disco de música infantil que mais vendeu na história da indústria fonográfica mundial. Ao longo dos anos, foi relançado diversas vezes, em diferentes formatos, e continua sendo um marco significativo da música infantil no país. A Pro-Música Brasil (PMB) auditou a venda de 3 milhões de exemplares com a emissão de três certificados de diamante.

## Antecedentes
Em 1988, Xuxa consolidou-se como a artista feminina mais bem sucedida da América Latina até então, amplamente reconhecida por sua influência na música e na televisão. Após o êxito de Xou da Xuxa (1986) e Xegundo Xou da Xuxa (1987), que estabeleceram novos padrões para vendas de álbuns infantis no Brasil, a brasileira preparava-se para lançar seu terceiro disco, Xou da Xuxa 3. Nesse período, ela não era apenas uma artista musical de sucesso, mas também uma figura central na televisão brasileira, com seu programa Xou da Xuxa dominando a audiência infantil. Apenas Roberto Carlos alcançava números tão expressivos em vendas de discos quanto ela. Sua marca já demonstrava um poder comercial significativo, refletido em vendas massivas e forte presença na mídia.

## Produção e desenvolvimento
A produção do álbum envolveu uma pré-seleção de 200 composições feita por Michael Sullivan e Paulo Massadas, os produtores do disco. Essas músicas foram submetidas à avaliação de Xuxa e sua empresária, Marlene Mattos, sem a revelação dos nomes dos compositores, para garantir imparcialidade na escolha das faixas. Após esse processo, 13 músicas foram selecionadas para compor a lista final.
As gravações ocorreram nos estúdios da SIGLA, Mix e Lincoln Olivetti ao longo de aproximadamente 30 dias, durante os quais a artista demonstrou grande dedicação ao projeto, chegando a gravar nas madrugadas e fins de semana.
Um aspecto importante da produção foi o envolvimento direto do público-alvo. Após a gravação das músicas, a Som Livre levou o material para escolas públicas no Rio de Janeiro, onde as crianças ouviram as canções e as avaliaram, dando notas de 0 a 10. As músicas que obtiveram as melhores avaliações foram incluídas no álbum. Além disso, durante os intervalos das gravações do programa Xou da Xuxa, as músicas eram tocadas, e a reação das crianças influenciava a decisão final sobre sua inclusão no disco.
Entre as músicas gravadas e incluídas, está "Arco Íris", feita especialmente para o filme Super Xuxa contra Baixo Astral, mas que Xuxa gostou tanto que decidiu incluí-la no disco. Uma canção que chegou a ser considerada para o álbum foi a balada "Bela BB", composta pela cantora Rita Lee, que faz referência à atriz francesa Brigitte Bardot. Em relação à capa e ao encarte, a criação e as ilustrações foram feitas por Reinaldo Waisman, enquanto a arte foi desenvolvida por Duncan e as fotos foram tiradas por André Wanderley. O álbum também contou com um pôster colorido da artista como atrativo adicional.

## Lançamento e relançamentos
Xou da Xuxa 3 foi lançado oficialmente em 11 de julho de 1988, inicialmente no formato LP. Algumas semanas depois, a versão e K7 foi disponibilizada, seguida, em agosto do mesmo ano, pelo lançamento da versão em CD, marcando o primeiro disco da artista a ser oferecido nesse formato. O vinil continuou a ser distribuído até meados de 1993, enquanto discos da Som Livre ainda eram fabricados e distribuídos pela BMG Ariola. O CD foi relançado várias vezes, com pequenas alterações, nos anos de 1992, 1994, 1995 e 2006. Além disso, uma edição foi distribuída em Israel em 1991, capitalizando o sucesso do single "Ilariê" naquele país.
Em 2013, na comemoração dos 50 anos de Xuxa e 30 anos de carreira, a Som Livre e a Xuxa Produções lançaram, em junho daquele ano, a Coleção Xou da Xuxa, que inclui os sete CDs da série e um CD com material de arquivo, abrangendo diferentes fases da carreira da artista.

## Promoção
A estratégia de lançamento de Xou da Xuxa 3 incluiu a exibição de um programa especial na TV Globo, destacando o novo repertório do álbum, além de anúncios de cinco e dez segundos exibidos quatro vezes por dia no canal. Xuxa também participou de programas de destaque como Globo de Ouro e a revista eletrônica Fantástico.  Além disso, a canção "Arco-Íris" contou com o suporte do filme Super Xuxa Contra Baixo Astral, ao ser incluída em sua trilha sonora.
O único single lançado em formato físico nas rádios foi "Ilariê", que saiu em Israel em 1990. A música se tornou a mais tocada nas rádios brasileiras em 1988, permanecendo por 20 semanas consecutivas em 1º lugar nas paradas de sucesso. Composta pelo cantor baiano Cid Guerreiro a pedido de Mattos, "Ilariê" foi criada para ser uma faixa dançante e contagiante, semelhante aos sucessos que Guerreiro já emplacava nas rádios. O título "Ilariê" foi inspirado na palavra "hilário", em referência ao estilo alegre e humorístico de Xuxa.
O sucesso de "Ilariê" ultrapassou as fronteiras do Brasil, sendo gravada em 80 dialetos diferentes, incluindo uma versão em chinês interpretada pelo trio feminino I.N.G. O sucesso se tornou um dos maiores êxitos da carreira de Xuxa, sendo executado nas rádios ao lado de outras grandes músicas, como "Faz Parte do Meu Show", de Cazuza. A série de shows que promoveu o disco começou em agosto de 1988 e encerrou em dezembro do mesmo ano. Com o nome Xou da Xuxa 88, a turnê passou por diversas capitais, como São Paulo, Fortaleza e Porto Alegre.

## Lista de faixas
- Créditos adaptados do encarte do LP Xou da Xuxa 3, de 1988.[7]

| N.º            | Título                | Compositor(es)                                       | Duração |  |
| 1.             | "Ilariê"              | Cid Guerreiro Dito Ceinha                            | 5:39    |  |
| 2.             | "Bombom"              | Michael Sullivan Paulo Massadas                      | 4:22    |  |
| 3.             | "O Praga É Uma Praga" | Reinaldo Waisman Michel Bijou                        | 3:40    |  |
| 4.             | "Xuxerife"            | Waisman Alexandre Agra Fred Nascimento Guilherme Jr. | 2:54    |  |
| 5.             | "Beijinhos Estalados" | Lincoln Olivetti Claudia Olivetti                    | 4:36    |  |
| 6.             | "Coração Criança"     | Sullivan Massadas                                    | 3:45    |  |
| 7.             | "Brincar de Índio"    | Sullivan Massadas                                    | 4:20    |  |
| 8.             | "Dança da Xuxa"       | Prêntice Ronaldo Monteiro de Souza                   | 3:20    |  |
| 9.             | "Eu Não"              | Dani Luiz Otávio                                     | 2:27    |  |
| 10.            | "Abecedário da Xuxa"  | César Costa Filho Souza                              | 3:22    |  |
| 11.            | "Arco-Íris"           | Sullivan Massadas Ana Penido                         | 4:36    |  |
| 12.            | "Apolo"               | Sullivan Massadas                                    | 3:25    |  |
| 13.            | "Viver"               | Neuma Morais Neon Morais                             | 4:16    |  |
| Duração total: | Duração total:        | Duração total:                                       | 50:42   |  |

## Créditos
- Todo o processo de elaboração de Xou da Xuxa 3 atribui os seguintes créditos:[7]

- Produzido por: Michael Sullivan e Paulo Massadas
- Coordenação artística: Max Pierre
- Engenheiro de gravação e mixagem: Jorge "Gordo" Guimarães
- Engenheiros adicionais (Som Livre): Luiz Paulo, Edu, D'Orey, Mario Jorge e Beto Vaz (estúdio Mix) Andy Mills, João Damasceno e Paulo Henrique
- Assistentes de estúdio (Som Livre): Sergio Rocha, Ivan Carvalho, Marcelo, Serodio, Marquinhos, Cezar Barbosa, Billy, Octavio "Chambinho", Alexandre Ribas, Julio Martins, Julio Carneiro, Claudio Oliveira, Marcos André, Loba e Marcio Barros
- Arregimentação: Jorge Correa
- Edição - Ieddo Gouvea
- Vocais de apoio: As Paquitas (Ana Paula Guimarães, Anna Paula Almeida, Priscila Couto, Tatiana Maranhão, Roberta Cipriani, Andréia Faria, Louise Wischermann)

## Desempenho comercial e legado
Com a crise do mercado fonográfico em mente, a Som Livre investiu pesadamente no lançamento de Xou da Xuxa 3, distribuindo 800 mil cópias no dia do lançamento e planejando a distribuição de um milhão até o final do mês. O álbum vendeu antecipadamente, ou seja, no período de pré venda, 2 milhões de cópias. Em entrevista, o diretor de marketing da gravadora, Heleno de Oliveira, afirmou: "Estamos lançando na semana que vem o Xou da Xuxa número três que vai dar uma sacudida no mercado. Já saímos com um milhão de cópias para as lojas e devemos vender mais um milhão até o fim do ano". Nas paradas musicais, o álbum atingiu o topo da lista de mais vendidos do Jornal do Brasil e foi o décimo quinto mais vendido de 1988 no país, de acordo com a Nelson Oliveira Pesquisa e Estudo de Mercado (Nopem). Devido ao sucesso, Xuxa se tornou a primeira artista a superar a marca de 3 milhões de cópias vendidas com um único álbum. A partir desse feito, a Som Livre começou a investir na carreira internacional da artista, que lançou um álbum em espanhol no ano seguinte.
Em 1994, o disco foi incluído na edição brasileira do Guinness World Records por ter atingido cerca de 3,2 milhões de cópias vendidas, sendo considerado o disco mais vendido até então. Nos anos 1990, o Jornal do Brasil informou que o trabalho tinha superado 3,7 milhões de cópias comercializadas. Em 2010, a revista Super Interessante apontou que Xou da Xuxa 3 teria vendido 3 milhões e 216 mil cópias, sendo o segundo mais vendido no Brasil, atrás apenas de Músicas Para Louvar ao Senhor (1998), do Padre Marcelo Rossi. Essa informação, baseada no livro Os 10 Mais (2008), considerou apenas as vendas do ano de lançamento, sem incluir relançamentos posteriores em CD, cassete e formatos digitais. Fontes mais contemporâneas afirmam que as vendas atingiram 4 milhões, ou até mesmo 5 milhões de cópias no Brasil. Tais quantias, o converte — não apenas o álbum de uma artista feminina brasileira mais adquirido da história —, mas também no mais comprados de todos os tempos no território. Na lista dos dez álbuns mais vendidos do Brasil feita pelo G1, a obra aparece em primeiro lugar com 5 milhões de unidades vendidas. Em 2025 a Pro-Música Brasil (PMB) auditou a venda de 3 milhões de exemplares com a emissão de três certificados de diamante.
| País — Tabela musical (1988) | Posição de pico |
| ---------------------------- | --------------- |
| Brasil (Nopem)               | 1               |

| País — Tabela musical (1988) | Posição |
| ---------------------------- | ------- |
| Brasil (Nopem)               | 15      |

| Região                     | Certificação | Vendas                |
| -------------------------- | ------------ | --------------------- |
| Brasil (Pro-Música Brasil) | 3× Diamante  | 4.000.000 / 5.000.000 |